# داستان‌های برسریا
داستان‌های برسریا (ژاپنی: テイルズ オブ ベルセリア هپبورن: Teiruzu Obu Beruseria) یک بازی ویدئویی به سبک نقش‌آفرینی اکشن است که توسط باندای نامکو انترتینمنت برای پلتفرم‌های پلی‌استیشن ۳، پلی‌استیشن ۴، و مایکروسافت ویندوز ساخته و منتشر شده است. این بازی شانزدهمین قسمت اصلی از مجموعه بازی‌های تیلز و پیش‌درآمدی بر عنوان داستان‌های زستیریا به‌شمار می‌رود. این بازی در اواسط اوت ۲۰۱۶ در کشور ژاپن، برای کنسول‌های پلی‌استیشن ۳ و پلی‌استیشن ۴ عرضه شد، و در اواخر ژانویه ۲۰۱۷ در سراسر جهان برای پلی‌استیشن ۴، و مایکروسافت ویندوز در دسترس قرار گرفت. یک مجموعه مانگا نیز بر اساس این بازی دستمایه اقتباس قرار گرفت که از اکتبر ۲۰۱۶ در ماهنامه کامیک رکس به صورت سریالی به چاپ رسید.